# Alex Txikon
Alex Txikon, nascido em Lemoa (Vizcaya) em 12 de dezembro de 1981, é um alpinista espanhol, originário do País Basco.

## Ascensões
Escalou com sucesso dez das catorze montanhas com mais de 8000 metros de altitude . Em 26 Fevereiro de 2016, junto com o italiano Simone Moro e o paquistanês Ali Sadpara realizou a primeira ascensão invernal do Nanga Parbat.
Ascensões de montanhas com mais de 8000 metros de altitude:
- 2016: Nanga Parbat (Primeira acensão invernal)
- 2013: Lhotse
- 2011: Combinação do Gasherbrum I com o Gasherbrum II sem voltar no acampamento base, conseguindo assim de repetir o histórico feito realizado por Reinhold Messner e Hans Kammerlander em 1984.
- 2010: Annapuna e Shisha Pangma
- 2009: Shisha Pangma e Kangchenjunga
- 2008: Dhaulagiri e Manaslu
- 2007: Shisha Pangma
- 2004: Cho Oyu [2] e Makalu
- 2003: Broad Peak [1]